# خلبووو (استان لوبوسکی)
خلبووو (به لهستانی:  Chlebowo) یک روستا در لهستان است که در گمینا گوبین واقع شده‌است.